# Amnestia
Amnestia (gr. ἀμνηστία amnēstía „zapomnienie” por. amnezja) – jednorazowe darowanie lub złagodzenie prawomocnie orzeczonych kar lub środków karnych za popełnione przestępstwa lub wykroczenia określonego rodzaju poprzez wydanie aktu prawnego.
W odróżnieniu od ułaskawienia amnestia ma charakter zbiorowy, co wynika z istoty ustawy jako aktu generalnego i abstrakcyjnego. Amnestia zazwyczaj łączy się z abolicją.

## Amnestia a abolicja
Amnestia dotyczy kary orzeczonej, a abolicja stanowi przeszkodę do jej orzeczenia.

## Powody stosowania amnestii
Amnestie najczęściej ogłasza się z powodu przepełnienia jednostek penitencjarnych, na skutek dużej represyjności polityki kryminalnej państwa, rzadziej wzrostu przestępczości. Innymi powszechnymi powodami wydawania aktów amnestyjnych są obchody świąt państwowych lub innych ważnych wydarzeń, np. objęcie władzy przez następcę tronu albo jego urodziny. W państwach niedemokratycznych amnestią czasami obejmuje się przeciwników politycznych, co ma być gestem dobrej woli skierowanym do opozycji lub działaniem mającym na celu przypodobanie się społeczności międzynarodowej.